# (3811) Karma
(3811) Karma es un asteroide perteneciente al cinturón de asteroides, descubierto el 13 de octubre de 1953 por Liisi Oterma desde el Observatorio de Iso-Heikkilä, en Turku, Finlandia.

## Designación y nombre
Designado provisionalmente como 1953 TH. Fue nombrado Karma en honor al matemático y astrónomo aficionado Birger Karma.